# Fontaria coriacea
Fontaria coriacea är en mångfotingart som beskrevs av Koch. Fontaria coriacea ingår i släktet Fontaria och familjen Xystodesmidae. Inga underarter finns listade i Catalogue of Life.